# پل دلوو
پل دلوو (فرانسوی: Paul Delvaux‎؛ ۲۳ سپتامبر ۱۸۹۷ – ۲۰ ژوئیهٔ ۱۹۹۴) نقاش سوررئالیست اهل بلژیک بود. شهرت دلوو بیشتر به‌خاطر زنان برهنهٔ نقاشی‌های وهم‌انگیزش است.